# Henning Göde

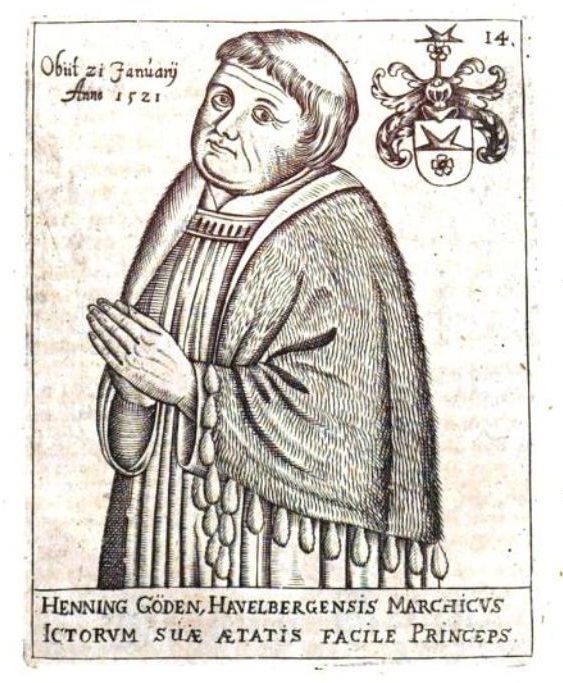
Bildnis Henning Göde nach Martin Friedrich Seidels Bilder-Sammlung

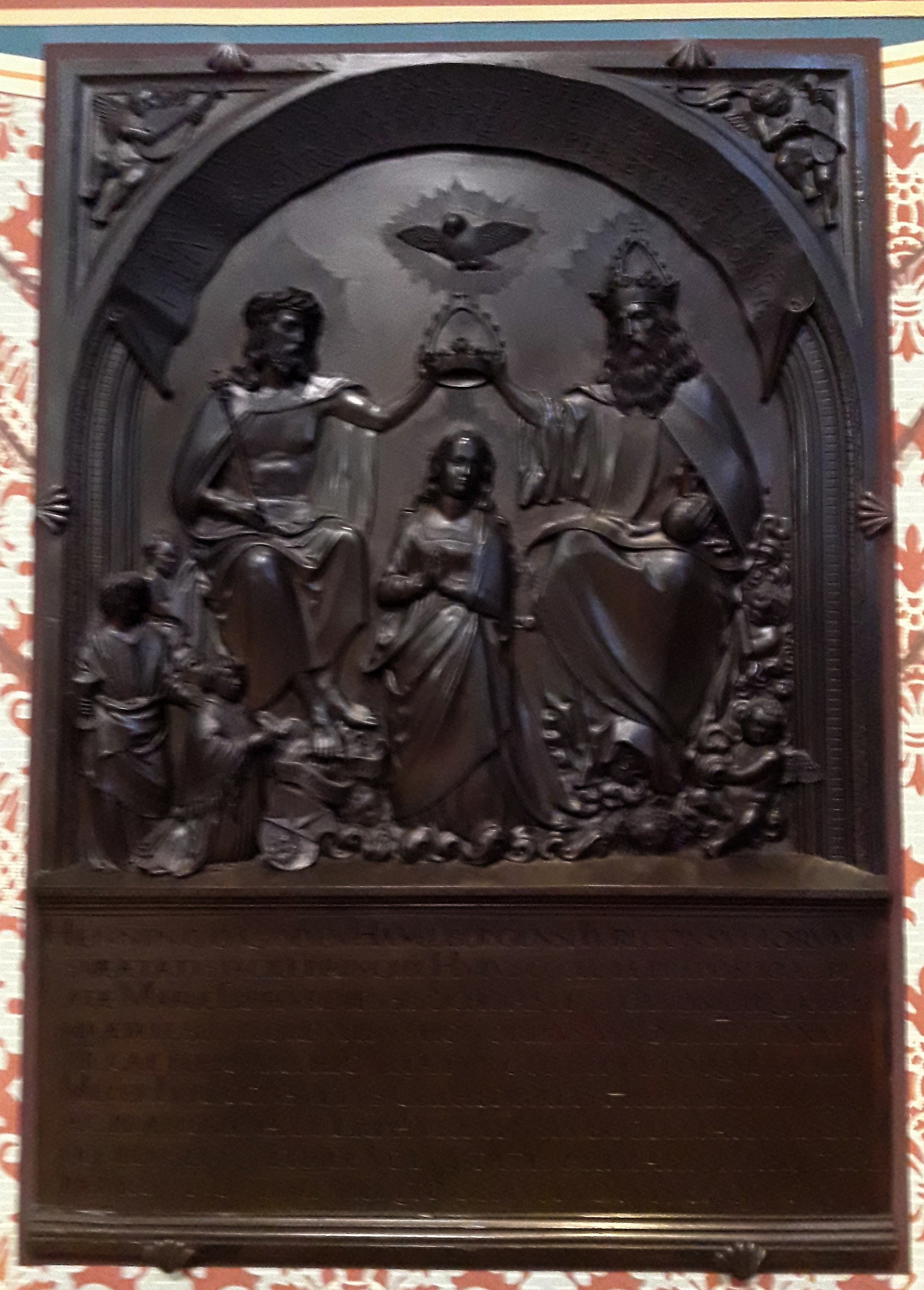
Epitaph Gödes, Peter Vischer dem Älteren zugeschrieben

Henning Göde (auch Goede, Gode, Goden; * um 1450 in Werben; † 21. Januar 1521 in Wittenberg) war ein deutscher Jurist, Geistlicher und kurfürstlich-sächsischer Rat.

## Leben
Göde immatrikulierte sich im Sommersemester 1464 an der Universität Erfurt und erlangte 1474 den akademischen Grad eines Magister Artium. 1478 wurde er von der Stadt Erfurt nach Rom entsandt, um eine Erlaubnis zur Verlegung des Erfurter Nonnenklosters zu erwirken, damit man an dessen Stelle eine Burg errichten konnte. Bereits 1486 erlangte er die Licentia gradum sumendi und hielt von da an Vorlesungen an der Universität. Am 26. Oktober 1489 promovierte er zum Doktor beider Rechte, des weltlichen und des kirchlichen Rechts, und wurde als Mitglied der Juristenfakultät aufgenommen.
In seiner Funktion als Jurist beriet er die Räte von Städten, vor allem in Norddeutschland. Auch war er für verschiedene Fürstenhäuser tätig und vertrat diese als ausgezeichneter Redner an Reichstagen, Landtagen und bei Friedensverhandlungen. Er war auch als Berater des Rates der Stadt Erfurt tätig, von dem er besoldet wurde. Durch seine Tätigkeiten gelangte er zu einem weithin anerkannten Ansehen, so dass man ihn an der Universität Erfurt im Wintersemester 1486 und im Wintersemester 1489 zum Rektor der Einrichtung wählte.
Als er Dekan der juristischen Fakultät wurde, erhielt er in diesem Zusammenhang eine Stelle als Kanoniker der Stiftskirche beatae Mariae virginis. Die von ihm verfassten Arbeiten lassen erkennen, dass er als Jurist über das damalige Durchschnittsmaß herausragte. Er war neuen Ideen gegenüber aufgeschlossen, hielt seine Studenten zum Studium der reinen Philosophie an und war dem aufstrebenden Humanismus gegenüber aufgeschlossen. 1509 kam es zu Streitigkeiten mit dem Rat von Erfurt, in dessen Folge Göde die Stadt am 13. Juli verließ.
Er wandte sich nach Gotha, um sich als fürstlicher Rat den wettinischen Schutzherren zur Verfügung zu stellen. Im Sommer 1510 wurde ihm in der sächsischen Kurfürstlichen Residenzstadt Wittenberg an der dortigen Universität die leitende Professur der juristischen Fakultät durch Friedrich dem Weisen angeboten. Diese übernahm er am 8. Oktober, wurde damit zum Propst der Schlosskirche und hielt Vorlesungen über den Dekretalentitel de constitutionibus. Als Berater des Kurfürsten begleitete er diesen zur Kaiserwahl Karls V.
Der durch Martin Luther neu aufkommenden Theologie der Reformation stand Göde verständnislos gegenüber, da er an deren Ernsthaftigkeit zweifelte. Er bekundete in seiner Haltung der Kurie gegenüber, dass er sich sein selbständiges Urteil vorbehalten wollte und verhielt sich zu dieser Frage eher neutral. Kühl kommentierte er daher, dass die Bannbulle vom 15. Juni 1520 der Formlosigkeit halber keinen großen Schaden tun werde. Luther schätzte Göde nicht und in den Tischreden stellt er fest, dass Göde „nicht viel von unserm Herrn Gott gewusst hätte“. 1516 kam es zur Aussöhnung mit dem Rat in Erfurt und Göde kehrte dorthin zurück, wandte sich aber alsbald wieder nach Wittenberg und verstarb dort unverheiratet und kinderlos.
Als reicher Mann hatte er 15 000 Gulden Vermögen und ein Haus in Erfurt. Dieses Vermögen gelangte in die Hände der Universität Wittenberg und wurde für Stipendien bestimmt. Seine letzte Ruhestätte fand er in der Schlosskirche in Wittenberg. Hier befindet sich am Grabmal eine Bronzetafel, gegossen von Peter Vischer in Nürnberg. Die gleiche ist noch einmal im Erfurter Dom zu sehen, weil Göde dort Domherr war.

## Werke
- Ordinis judiciarii processus, hrsg. von Johann Braun, Wittenberg 1538 u.ö.
- Consilia hrsg. von Melchior Kling, Wittenberg 1544 u.ö.